# Ольмо-аль-Брембо
Ольмо-аль-Брембо (итал. Olmo al Brembo) — коммуна в Италии, находится в регионе Ломбардия, в провинции Бергамо.
Население составляет 516 человек (2008), плотность населения составляет 66 чел./км². Занимает площадь 8 км². Почтовый индекс — 24010. Телефонный код — 0345.
Покровителем коммуны почитается святой Антоний Великий, празднование 17 января.

## Демография
Динамика населения:

## Администрация коммуны
- Официальный сайт: